# حي ظلمة (إب)
حي ظلمة هو أحد أحياء مديرية حبيش في محافظة إب اليمنية. يبلغ تعداد سكانه 3082 نسمة حسب التعداد السكاني في اليمن لعام 2004.